# ROXs 42Bb
ROXs 42Bb es un compañero de masa planetaria directamente fotografiado de la estrella M binaria ROXs 42B, un miembro probable del complejo de la nube de Rho Ophiuchi. El compañero fue anunciado/descubierto el 17 de octubre de 2013 por el astrónomo Thayne Currie de la Universidad de Toronto.
El objeto tiene una masa estimada entre 6 y 15 masas de Júpiter, dependiendo de la edad de la estrella, similar a las masas de planetas directamente fotografiados alrededor de HR 8799 y beta Pictoris. Sin embargo, no está claro si ROXs 42Bb se formó como estos planetas a través de la acumulación de núcleo, formada por la inestabilidad del disco (gravitacional), o se formó más como una estrella binaria. Los ajustes preliminares de los espectros y fotometría de banda ancha a los modelos atmosféricos implican una temperatura efectiva de aproximadamente 2000 K. Al igual que Beta Pictoris b, la atmósfera de ROXs 42Bb es probablemente muy turbia y polvorienta.